# Hulhmeenoja
De Hulhmeenoja is een beek, die stroomt in de Zweedse gemeente Pajala. De rivier verzorgt de afwatering van een moerasgebied. Zij stroomt samen met de Syväoja en vormt dan de Kangosenoja, die in de Lainiorivier stroomt. De rivier ontstaat in hetzelfde moeras als de Kivijänkänrivier. Ze is ongeveer 3 kilometer lang.
Afwatering: Hulhmeenoja → Kangosenoja → Lainiorivier → Torne → Botnische Golf